# 12 Monkeys (film)
12 Monkeys is een sciencefictionfilm uit 1995 uit de Verenigde Staten van Terry Gilliam met in de hoofdrol acteur Bruce Willis. Het scenario is gebaseerd op de korte film La Jetée uit 1962 van Chris Marker.

## Verhaal
Eind 1996 wordt er door een onbekende een dodelijk virus verspreid waardoor de mensheid gedwongen wordt ondergronds te leven. Tegen 2035 heeft slechts 1 procent het overleefd. Aan de oppervlakte heersen nu opnieuw de wilde dieren.
De veroordeelde sociopaat James Cole (Bruce Willis) wordt vanwege zijn scherpe observatievermogen geselecteerd om terug te gaan in de tijd naar 1996, om de oorzaak van de epidemie te achterhalen. Doel is het virus te lokaliseren voordat het muteert, zodat wetenschappers het kunnen onderzoeken. Bekend was wel dat het mysterieuze "Army of the Twelve Monkeys" (Leger van de Twaalf Apen) verantwoordelijk was voor de verspreiding.

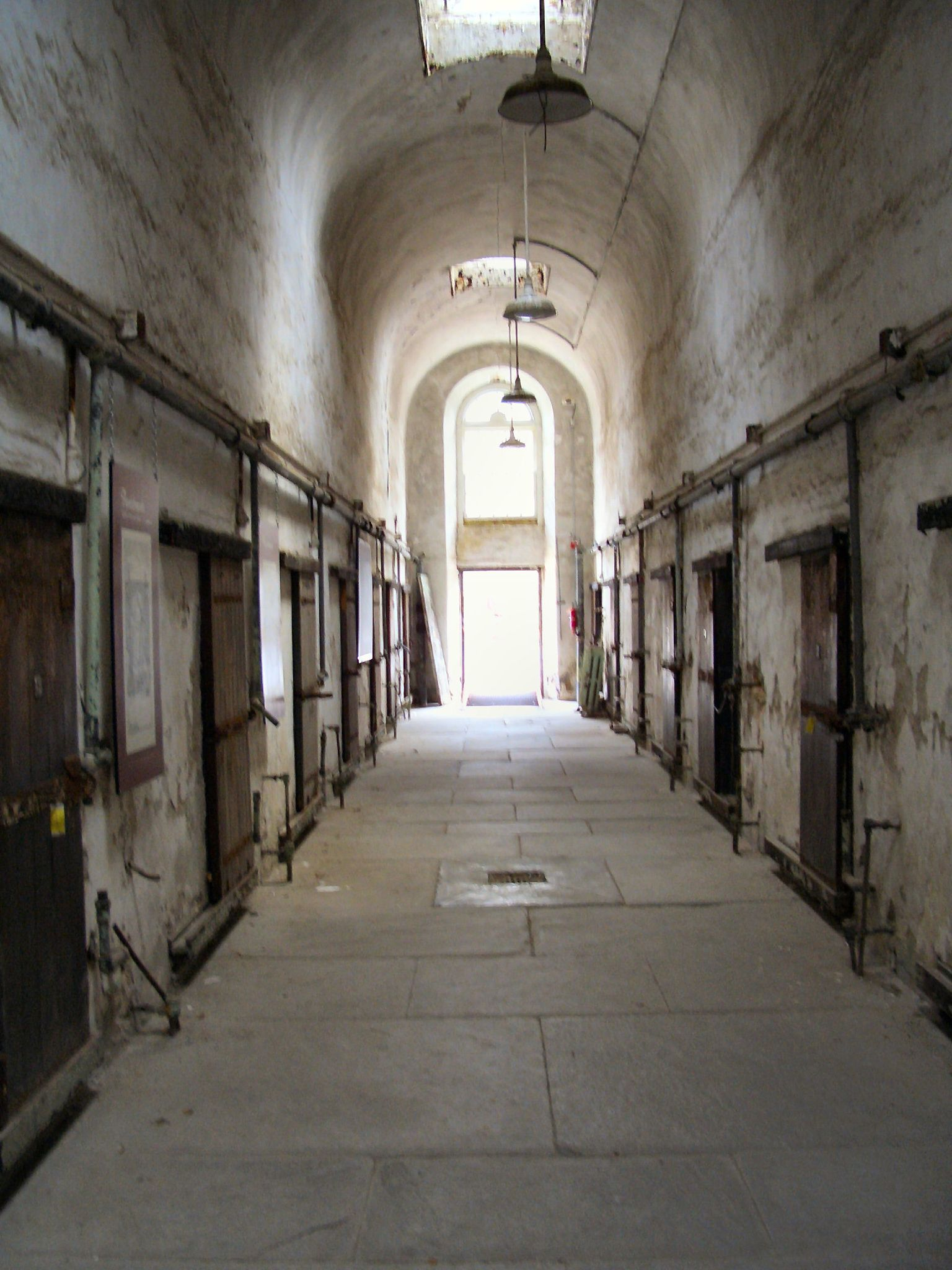
Interrieur van het Eastern State Penitentiary dat werd gebruikt als locatie voor het psychiatrisch ziekenhuis in de film.

Cole wordt echter per ongeluk teruggestuurd naar 1990, zes jaar te vroeg dus. Hij wordt gearresteerd en opgesloten in een psychiatrisch ziekenhuis waar hij de psychiater Kathryn Railly (Madeleine Stowe) ontmoet. Aan haar probeert hij de situatie uit te leggen, maar zij heeft grote moeite hem te geloven. Een van zijn medepatiënten is Jeffrey Goines (Brad Pitt), de gestoorde zoon van een beroemde wetenschapper en virusexpert.
Cole wordt door de wetenschappers die hem naar 1990 stuurden teruggehaald naar 2035 en opnieuw terug in de tijd gestuurd. Ditmaal komt hij wel in het juiste jaar terecht, namelijk 1996. In 1996 ontvoert hij Kathryn Railly en gebruikt haar om de Army of the Twelve Monkeys te vinden. Daardoor krijgt hij de autoriteiten achter zich aan die hem nu verdenken van moord en ontvoering. Terug naar de toekomst ontsnappen is geen optie voor Cole, hij is verliefd geworden op Kathryn.

## Rolverdeling
| Acteur                 | Personage                           |
| ---------------------- | ----------------------------------- |
| Joseph Melito          | Jonge James Cole                    |
| Bruce Willis           | James Cole                          |
| Jon Seda               | Jose                                |
| Michael Chance         | Scarface                            |
| Vernon Campbell        | Tiny                                |
| H. Michael Walls       | Botanicus                           |
| Bob Adrian             | Geoloog                             |
| Simon Jones            | Zoöloog                             |
| Carol Florence         | Astrofysicus                        |
| Bill Raymond           | Microbioloog                        |
| Ernest Abuba           | Ingenieur                           |
| Irma St. Paule         | Dichter                             |
| Madeleine Stowe        | Kathryn Railly                      |
| Joey Perillo           | Rechercheur Franki                  |
| Bruce Kirkpatrick      | Politieman 1                        |
| Wilfred Williams       | Politieman 2                        |
| Rozwill Young          | Billings                            |
| Brad Pitt              | Jeffrey Goines                      |
| Nell Johnson           | Afdelingsverpleegster               |
| Frederick Strother     | L.J. Washington                     |
| Rick Warner            | Dr. Casey                           |
| Frank Gorshin          | Dr. Fletcher                        |
| Anthony 'Chip' Brienza | Dr. Goodin                          |
| Joilet Harris          | Lastiggevallen moeder               |
| Drucie McDaniel        | Dansende vrouwelijke patiënt        |
| John Blaisse           | Oude man (patiënt)                  |
| Louis Lippa            | Patiënt bij de poort                |
| Stan Kang              | Röntgenarts                         |
| Pat Dias               | Kapitein WO I                       |
| Aaron Michael Lacey    | Sergeant WO I                       |
| David Morse            | Dr. Peters                          |
| Charles Techman        | Professor                           |
| Jann Ellis             | Marilou                             |
| Johnnie Hobbs Jr.      | Officier 1                          |
| Janet Zappala          | Nieuwslezeres                       |
| Thomas Roy             | Evangelist                          |
| Harry O'Toole          | Louie                               |
| Yuri Korchenko         | Boef 1                              |
| Chuck Jeffreys         | Boef 2                              |
| Lisa Gay Hamilton      | Teddy                               |
| Felix Pire             | Fale                                |
| Matt Ross              | Bee                                 |
| Barry Price            | Agent 1                             |
| John Panzarella        | Agent 2                             |
| Christopher Plummer    | Dr. Goines                          |
| Larry Daly             | Agent 3                             |
| Arthur Fennell         | Nieuwslezer                         |
| Karl Warren            | Pompeuze man                        |
| Christopher Meloni     | Lt. Halperin                        |
| Paul Meshejian         | Rechercheur Dalva                   |
| Robert O'Neill         | Wayne                               |
| Kevin Thigpen          | Kweskin                             |
| Lee Golden             | Hotelklerk                          |
| Joseph McKenna         | Wallace                             |
| Jeff Tanner            | Agent in burger                     |
| Faith Potts            | Winkelbediende                      |
| Michael Ryan Segal     | Weller                              |
| Annie Golden           | Taxichauffeuse                      |
| Lisa Talerico          | Kaartverkoper                       |
| Stephen Bridgewater    | Luchthavenrechercheur               |
| Ray Huffman            | Dikke zakenman                      |
| Jodi Dawson            | Winkelbediende                      |
| Jack Dougherty         | Luchthavenveiligheidsagent 1        |
| Lenny Daniels          | Luchthavenveiligheidsagent 2        |
| Herbert C. Hauls Jr.   | Luchthavenveiligheidsagent 3        |
| Charley Scalies        | Ongeduldige reiziger                |
| Carolyn Walker         | Bange reiziger                      |
| Tiffany Baldwin        | Student in luchthaven               |
| Dan Bevilacqua         |                                     |
| C.J. Byrnes            | Psychiatrische patiënt              |
| Phillip V. Caruso      | Franse oorlogsfotograaf             |
| Cathy D'Arcy           | Geesteszieke patiënt                |
| Laura Glas             | Bange reiziger 2                    |
| John Hagy              | Buspassagier                        |
| Adam Hatley            | Drugverslaafde                      |
| Julie Mabry            | Prostituee                          |
| Sal Mazzotta           | Gevangene (Joey)                    |
| Roger Pratt            | Man die schoenveter knoopt in hotel |
| Allelon Ruggiero       | Ongeduldige                         |
| Richard Stanley        | Man in transit lounge               |

## Achtergrond
De "Army of the Twelve Monkeys" is geïnspireerd door een passage uit L. Frank Baums roman "The Magic of Oz", waarin de Nome King en Kiki Aru twaalf apen weten over te halen om voor hen te gaan vechten, in ruil voor voedsel. De plot daarentegen lijkt grotendeels op de 28 minuut durende film "La Jetée" (1962) van Chris Marker.
Thema's van de film:
- Tijdreizen en de paradoxen die dat met zich meebrengt
- Maatschappelijke relevantie van psychosen en waandenkbeelden
- De aard van de werkelijkheid
- Rechten van de dieren
- De mogelijk catastrofale gevolgen van ongebreidelde wetenschappelijke vooruitgang

De film refereert regelmatig aan Alfred Hitchcocks film Vertigo uit 1959:
- De aftiteling is eender
- Er wordt een lang fragment uit Vertigo getoond
- Net als actrice Kim Novak in Vertigo wordt dokter Railly geblondeerd. Het eindresultaat lijkt echter op de actrice Eva Marie Saint in de film North by Northwest uit 1959, ook een Alfred Hitchcock-klassieker.
- De soundtrack van Vertigo is hoorbaar zodra Railly met een blonde pruik op uit de wc komt op het vliegveld.